# Kolawa (dopływ Raby)
Kolawa – potok, dopływ Raby. Jej najdłuższa odnoga ma źródło w Kunicach a najkrótsza w Gdowie. Uchodzi do Raby nie daleko ul. Zacisze. Cała zlewnia potoku jest na terenie Gminy Gdów.
Wypływa przy drodze nr 967 na polach uprawnych i kieruje się na południowy wschód. Płynie przez pola aż do Gdowa gdzie przy ul. Na Grobli wpływa do kanału, płynie pod domami aż do ul. Młyńskiej. Wypływa tam już trochę większa. Kieruje się w stronę byłego gimnazjum im. św. Brata Alberta (obecnie szkoły podstawowej) jednak przed nim przepływa pod połączeniem ul. Lekarskiej i Szkolnej. Dalej łączy się ze swoją odnogą (z którą rozdziela się w Fałkowicach). Na koniec wpływa do lasu który biegnie wzdłuż Raby i uchodzi do niej.

## Galeria

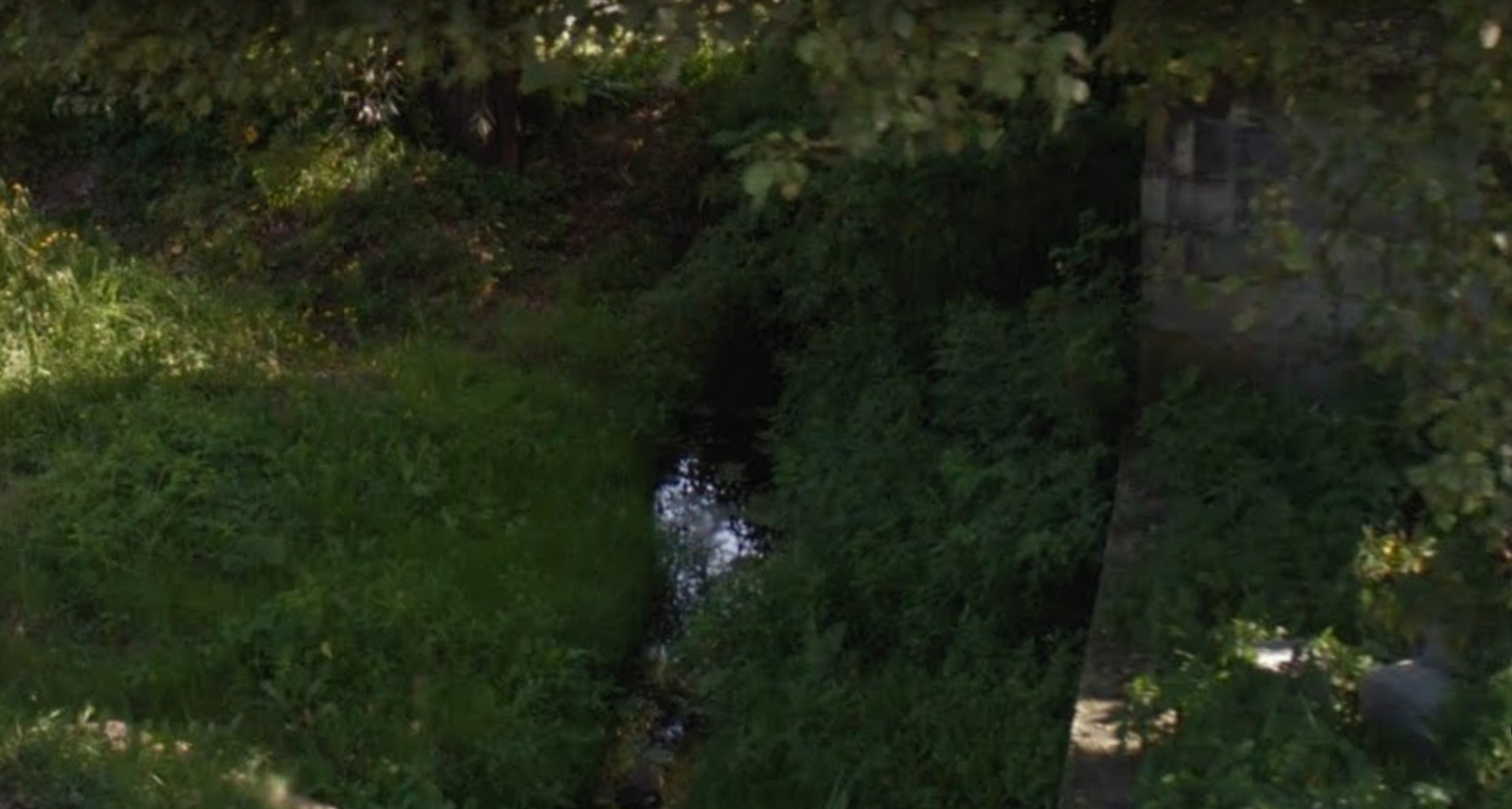
Kolawa pośród trawy
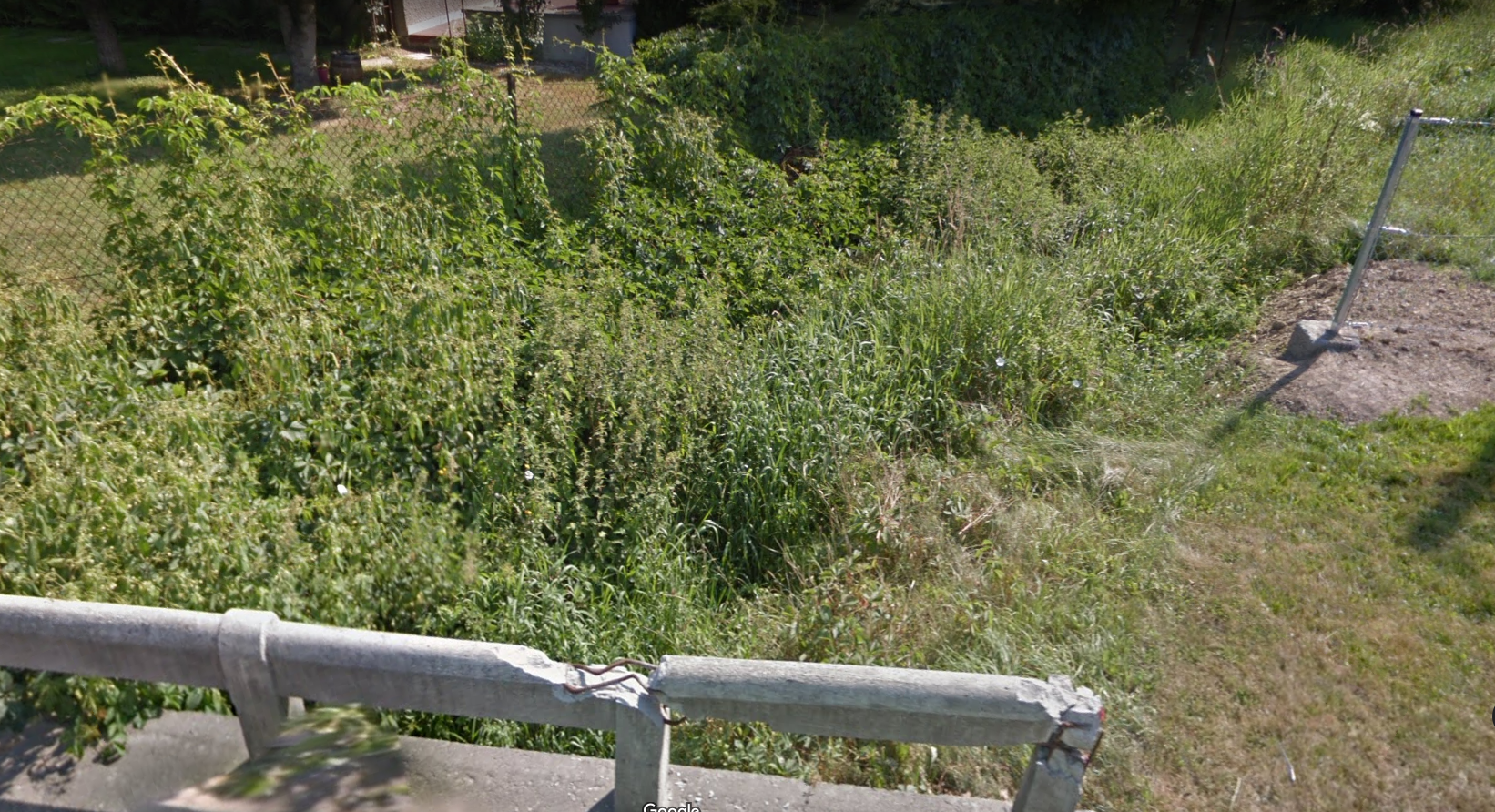
Zarośnięte koryto odnogi Kolawy w Gdowie